# Fourth Division 1986-1987
La Fourth Division 1986-1987, conosciuta anche con il nome di Today Fourth Division per motivi di sponsorizzazione, è stato il 29º campionato inglese di calcio di quarta divisione. La stagione regolare è stata disputata tra il 23 agosto 1986 ed il 9 maggio 1987, mentre i play off si sono svolti tra il 14 ed il 22 maggio 1987. Il titolo di campione di lega è stato vinto per la prima volta dal Northampton Town, che dopo undici anni di assenza è tornato così nella categoria superiore. Le altre promozioni in Third Division sono state invece ottenute dal Preston North End (2º classificato e risalito in terza divisione dopo essere stato costretto a sottoporsi al processo elettivo alla fine del precedente torneo), dal Southend United (3º classificato, che ha conseguito per la quarta volta nella sua storia la promozione nel terzo livello del calcio inglese) e dall'Aldershot (vincitore dei play off).
Capocannoniere del torneo è stato Richard Hill (Northampton Town) con 29 reti.

## Stagione

### Novità
A partire da questa stagione vennero introdotti i play off inter-divisionali (a cui avrebbero preso parte le squadre classificate dal 4º al 6º posto e la 21º classificata della Third Division). Si decise, inoltre, la retrocessione diretta dell'ultima classificata in Conference League (campionato dal quale sarebbe stata promossa la vincente, qualora questa avesse soddisfatto i requisiti richiesti dalla Football League).
Al termine della stagione precedente insieme ai campioni di lega dello Swindon Town, salirono in Third Division anche: il Chester City (2º classificato), il Mansfield Town (3º classificato) ed il Port Vale (4º classificato)
Queste squadre furono rimpiazzate dalla quattro retrocesse provenienti dalla serie superiore: Lincoln City, Wolverhampton Wanderers (club dal passato illustre con tre titoli nazionali in bacheca, sprofondato nel punto più basso della sua storia, dopo essere incappato in ben tre retrocessioni consecutive) e le due gallesi Cardiff City (relegato per la prima volta nel quarto livello del calcio inglese) e Swansea City (che scende nuovamente in quarta divisione dopo nove anni).
L'Exeter City, il Cambridge United (reduce da due retrocessioni consecutive), il Preston North End (che fu costretto a chiedere la riammissione nella lega dopo la retrocessione patita nella precedente stagione) ed il Torquay United che occuparono le ultime quattro posizioni della classifica, vennero rieletti in Football League dopo una votazione che ebbe il seguente responso:
| Club              | Lega                    | Voti | Verdetto   |
| ----------------- | ----------------------- | ---- | ---------- |
| Exeter City       | Fourth Division         | 64   | Rieletto   |
| Preston North End | Fourth Division         | 62,5 | Rieletto   |
| Cambridge United  | Fourth Division         | 61   | Rieletto   |
| Torquay United    | Fourth Division         | 61   | Rieletto   |
| Enfield           | Alliance Premier League | 7,5  | Non Eletto |

### Formula
Le prime tre classificate venivano promosse direttamente in Third Division, insieme alla vincente del play off inter-divisionale, a cui partecipavano le squadre classificate dal 4º al 6º posto e la 21º della terza divisione. 
Mentre l'ultima classificata retrocedeva in Conference League.

## Squadre partecipanti
| Squadra                 | Città           | Stadio            | Stagione precedente                     |
| ----------------------- | --------------- | ----------------- | --------------------------------------- |
| Aldershot               | Aldershot       | Recreation Ground | 16º posto in Fourth Division            |
| Burnley                 | Burnley         | Turf Moor         | 14º posto in Fourth Division            |
| Cambridge Utd           | Cambridge       | Abbey Stadium     | 22º posto in Fourth Division, rieletto  |
| Cardiff City            | Cardiff         | Ninian Park       | 22º posto in Third Division, retrocesso |
| Colchester United       | Colchester      | Layer Road        | 6º posto in Fourth Division             |
| Crewe Alexandra         | Crewe           | Gresty Road       | 12º posto in Fourth Division            |
| Exeter City             | Exeter          | St James Park     | 21º posto in Fourth Division, rieletto  |
| Halifax Town            | Halifax         | The Shay          | 20º posto in Fourth Division            |
| Hartlepool United       | Hartlepool      | Victoria Park     | 7º posto in Fourth Division             |
| Hereford United         | Hereford        | Edgar Street      | 10º posto in Fourth Division            |
| Leyton Orient           | Londra (Leyton) | Brisbane Road     | 5º posto in Fourth Division             |
| Lincoln City            | Lincoln         | Sincil Bank       | 21º posto in Third Division, retrocesso |
| Northampton Town        | Northampton     | County Ground     | 8º posto in Fourth Division             |
| Peterborough United     | Peterborough    | London Road       | 17º posto in Fourth Division            |
| Preston North End       | Preston         | Deepdale          | 23º posto in Fourth Division, rieletto  |
| Rochdale                | Rochdale        | Spotland Stadium  | 18º posto in Fourth Division            |
| Scunthorpe United       | Scunthorpe      | Old Showground    | 15º posto in Fourth Division            |
| Southend United         | Southend on Sea | Roots Hall        | 9º posto in Fourth Division             |
| Stockport County        | Stockport       | Edgeley Park      | 11º posto in Fourth Division            |
| Swansea City            | Swansea         | Vetch Field       | 24º posto in Third Division, retrocesso |
| Torquay United          | Torquay         | Plainmoor         | 24º posto in Fourth Division, rieletto  |
| Tranmere Rovers         | Birkenhead      | Prenton Park      | 19º posto in Fourth Division            |
| Wolverhampton Wanderers | Wolverhampton   | Molineux Stadium  | 23º posto in Third Division, retrocesso |
| Wrexham                 | Wrexham         | Racecourse Ground | 13º posto in Fourth Division            |

## Classifica finale
|  | Pos. | Squadra          | Pt | G  | V  | N  | P  | GF  | GS | DR  |
|  | ---- | ---------------- | -- | -- | -- | -- | -- | --- | -- | --- |
|  | 1    | Northampton Town | 99 | 46 | 30 | 9  | 7  | 103 | 53 | +50 |
|  | 2    | Preston N.E.     | 90 | 46 | 26 | 12 | 8  | 72  | 47 | +25 |
|  | 3    | Southend Utd     | 80 | 46 | 25 | 5  | 16 | 68  | 55 | +13 |
|  | 4    | Wolverhampton    | 79 | 46 | 24 | 7  | 15 | 69  | 50 | +19 |
|  | 5    | Colchester Utd   | 70 | 46 | 21 | 7  | 18 | 64  | 56 | +8  |
|  | 6    | Aldershot        | 70 | 46 | 20 | 10 | 16 | 64  | 57 | +7  |
|  | 7    | Leyton Orient    | 69 | 46 | 20 | 9  | 17 | 64  | 61 | +3  |
|  | 8    | Scunthorpe Utd   | 66 | 46 | 18 | 12 | 16 | 73  | 57 | +16 |
|  | 9    | Wrexham          | 65 | 46 | 15 | 20 | 11 | 70  | 51 | +19 |
|  | 10   | Peterborough Utd | 65 | 46 | 17 | 14 | 15 | 57  | 50 | +7  |
|  | 11   | Cambridge Utd    | 62 | 46 | 17 | 11 | 18 | 60  | 62 | –2  |
|  | 12   | Swansea City     | 62 | 46 | 17 | 11 | 18 | 56  | 61 | –5  |
|  | 13   | Cardiff City     | 61 | 46 | 15 | 16 | 15 | 48  | 50 | –2  |
|  | 14   | Exeter City      | 56 | 46 | 11 | 23 | 12 | 53  | 49 | +4  |
|  | 15   | Halifax Town     | 55 | 46 | 15 | 10 | 21 | 59  | 74 | –15 |
|  | 16   | Hereford Utd     | 53 | 46 | 14 | 11 | 21 | 60  | 61 | –1  |
|  | 17   | Crewe Alexandra  | 53 | 46 | 13 | 14 | 19 | 70  | 72 | –2  |
|  | 18   | Hartlepool Utd   | 51 | 46 | 11 | 18 | 17 | 44  | 65 | –21 |
|  | 19   | Stockport County | 51 | 46 | 13 | 12 | 21 | 40  | 69 | –29 |
|  | 20   | Tranmere         | 50 | 46 | 11 | 17 | 18 | 54  | 72 | –18 |
|  | 21   | Rochdale         | 50 | 46 | 11 | 17 | 18 | 54  | 73 | –19 |
|  | 22   | Burnley          | 49 | 46 | 12 | 13 | 21 | 53  | 74 | –21 |
|  | 23   | Torquay Utd      | 48 | 46 | 10 | 18 | 18 | 56  | 72 | –16 |
|  | 24   | Lincoln City     | 48 | 46 | 12 | 12 | 22 | 45  | 65 | –20 |

Legenda:
      Promosso in Third Division 1987-1988.
  Ammesso ai play-off interdivisionali.
      Retrocesso in Conference League 1987-1988.
Regolamento:
Tre punti a vittoria, uno a pareggio, zero a sconfitta.
In caso di arrivo di due o più squadre a pari punti, la graduatoria verrà stilata secondo i seguenti criteri:
- differenza reti
- maggior numero di gol segnati

Note:

Lincoln City retrocesso per peggior differenza reti rispetto all'ex aequo Torquay United.

## Spareggi

### Play-off interdivisionale

#### Tabellone
|  | Semifinali | Semifinali     | Semifinali | Semifinali | Semifinali |  |  | Finale | Finale        | Finale | Finale | Finale |  |
|  |            |                |            |            |            |  |  |        |               |        |        |        |  |
|  | 6°         | Aldershot      | 1          | 2          | 3          |  |  |        |               |        |        |        |  |
|  | 21°        | Bolton (Div.3) | 0          | 2          | 2          |  |  | 6°     | Aldershot     | 2      | 1      | 3      |  |
|  | 5°         | Colchester Utd | 0          | 0          | 0          |  |  | 4°     | Wolverhampton | 0      | 0      | 0      |  |
|  | 4°         | Wolverhampton  | 2          | 0          | 2          |  |  |        |               |        |        |        |  |

#### Semifinali
|                         | Risultati    |                         | Luogo e data                  |
| ----------------------- | ------------ | ----------------------- | ----------------------------- |
| Colchester United       | 0-2          | Wolverhampton Wanderers | Colchester, 14 maggio 1987    |
| Wolverhampton Wanderers | 0-0          | Colchester United       | Wolverhampton, 17 maggio 1987 |
|                         |              |                         |                               |
| Aldershot               | 1-0          | Bolton Wanderers        | Aldershot, 14 maggio 1987     |
| Bolton Wanderers        | 2-2 (d.t.s.) | Aldershot               | Bolton, 17 maggio 1987        |
|                         |              |                         |                               |

#### Finali
|                         | Risultati |                         | Luogo e data                  |
| ----------------------- | --------- | ----------------------- | ----------------------------- |
| Aldershot               | 2-0       | Wolverhampton Wanderers | Aldershot, 22 maggio 1987     |
| Wolverhampton Wanderers | 0-1       | Aldershot               | Wolverhampton, 25 maggio 1987 |
|                         |           |                         |                               |